# Pentapeltis
Pentapeltis es un género de plantas  pertenecientes a la familia Apiaceae. Comprende 2 especies descritas.

## Taxonomía
El género fue descrito por (Endl.) Bunge y publicado en Plantae Preissianae 1: 289. 1845

## Especies
A continuación se brinda un listado de las especies del género Pentapeltis aceptadas hasta septiembre de 2012, ordenadas alfabéticamente. Para cada una se indica el nombre binomial seguido del autor, abreviado según las convenciones y usos.
- Pentapeltis peltigera Bunge
- Pentapeltis silvatica (Diels) Domin